# Représentation irréductible
Pour les articles homonymes, voir Représentation (homonymie) et Irréductible.
En mathématiques et plus précisément en théorie des représentations, une représentation irréductible est une représentation non nulle qui n'admet qu'elle-même et la représentation nulle comme sous-représentations. Le présent article traite des représentations d'un groupe. Le théorème de Maschke démontre que dans de nombreux cas, une représentation est somme directe de représentations irréductibles. Dans le cas des groupes finis, les informations liés aux représentations irréductibles sont encodées dans la table de caractères du groupe.

## Définitions et exemples

### Définitions
Dans toute la suite de l'article, G désigne un groupe et (V, ρ) une représentation linéaire de G sur un corps K.
- Une représentation (V, ρ) est dite irréductible si V et {0} sont distincts et sont les deux seuls sous-espaces stables.
- Un caractère d'une représentation est dit irréductible si la représentation associée l'est.

La théorie des représentations s'exprime aussi en termes de G-modules, c'est-à-dire de modules sur l'algèbre K[G] du groupe. V dispose naturellement d'une structure de G module. Dans ce contexte, la définition prend la forme suivante :
- Une représentation (V, ρ) est dite irréductible si V est simple en tant que G-module.
- Une représentation (V, ρ) est dite isotypique si ses sous-G-modules simples sont isomorphes deux à deux.

### Exemples
- Toute représentation de degré 1 est irréductible.
- Il n'existe qu'une représentation irréductible et fidèle du groupe symétrique d'indice trois. L'article Représentations du groupe symétrique contient une analyse exhaustive des représentations irréductibles de ce groupe, ainsi que de celui d'indice quatre.
- La représentation standard du groupe des isométries linéaires du plan euclidien (c'est-à-dire l'action linéaire naturelle du groupe orthogonal sur ce plan) est irréductible.

## Théorème de Maschke
Le théorème de Maschke indique que tout sous-espace irréductible de la représentation (V, ρ) est facteur direct, c'est-à-dire qu'il possède un sous-espace supplémentaire stable.
Ce théorème s'applique au moins dans deux cas importants :
- si le groupe est fini et si la caractéristique de K ne divise pas son ordre ;
- si le groupe est un groupe compact.

Dans ce cas, le module V est semi-simple. Toute représentation de G est alors somme directe de représentations irréductibles. Plus précisément, toute représentation de G est somme directe de ses sous-représentations isotypiques, et chacune de ces composantes est elle-même (de façon non unique) somme directe de sous-représentations irréductibles deux à deux équivalentes.
Par exemple pour la représentation régulière d'un groupe fini, chaque composante isotypique est somme directe de d copies d'une même représentation irréductible de degré d.

## Cas d'un groupe fini
On suppose dans ce paragraphe que G est un groupe fini d'ordre g et que la caractéristique de K ne divise pas g. Le théorème de Maschke s'applique alors. (W, σ) désigne ici une représentation irréductible de G de degré d. On suppose enfin que le polynôme Xg – 1 est scindé dans K.

### Fonction centrale
L'espace vectoriel des fonctions centrales, c'est-à-dire constantes sur chaque classe de conjugaison, à valeurs dans K, est muni d'une forme bilinéaire symétrique canonique ( | ) pour laquelle les caractères irréductibles forment une base orthonormée. En particulier :
- Il existe autant de représentations irréductibles distinctes que de classes de conjugaison dans le groupe[1].

### Caractère
Lorsque K est de caractéristique nulle, la forme bilinéaire précédente fournit une condition nécessaire et suffisante commode pour déterminer l'irréductibilité d'une représentation.
- Un caractère χ est irréductible si et seulement si (χ|χ)=1.

### Algèbre du groupe
L'algèbre K[G] correspond à un enrichissement de la structure algébrique de la représentation régulière. Le centre de l'algèbre est l'anneau commutatif des fonctions centrales, sur lequel il est possible d'utiliser des théorèmes d'arithmétique. Ils permettent par exemple de démontrer la propriété suivante, originellement due à Frobenius pour les représentations complexes :
- Le degré d'une représentation irréductible divise l'ordre du groupe.[réf. souhaitée]

La démonstration en caractéristique nulle de (Serre, p. II - 4) est reproduite dans la section « Entier algébrique » de l'article « Algèbre d'un groupe fini ».

### Produit tensoriel
Le produit tensoriel permet, à partir de représentations de deux groupes G1 et G2, de construire une représentation de leur produit direct G1×G2, et pour les représentations irréductibles on a une bijection :
- Les représentations irréductibles de G1×G2 sont exactement (à isomorphisme près) les produits tensoriels d'une représentation irréductible de G1 et d'une représentation irréductible de G2.

### Représentation induite
Dans le cas où N est un sous-groupe normal de G, les représentations induites permettent d'établir une relation entre une représentation irréductible σ de G et sa restriction à N :
- ou bien il existe un sous-groupe H de G contenant N et différent G tel que σ soit induite par une représentation irréductible de H ;
- ou bien la restriction de σ à N est isotypique.

On en déduit le théorème d'Itô :
- Si N est un sous-groupe normal abélien de G, alors le degré de toute représentation irréductible de G divise l'ordre du groupe quotient G/N.

De plus, le critère d'irréductibilité de Mackey fournit une condition nécessaire et suffisante pour qu'une représentation induite soit irréductible.